# Nagojai tévétorony

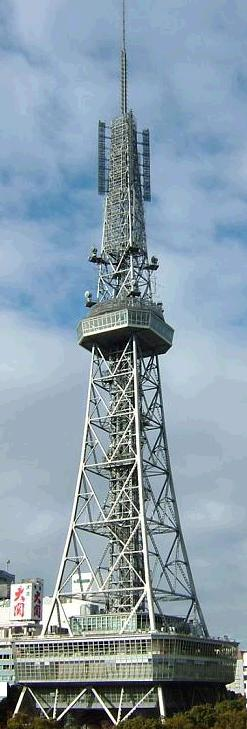
A nagojai tévétorony

A nagojai tévétorony (名古屋テレビ塔, Nagoja Terebitó) egy elektromos jeladó torony Nagojában. Ez a legrégibb tévétorony Japánban, 1954-ben készült el. A torony 180 méter magas, és két kilátószintje van, egy 30 méternél és egy 100 méternél. 1992-ben a Godzilla vs Mothra című filmben a Battra nevű lény megtámadta Nagoyát és megsemmisítette a tornyot, amikor a tankok rakétáit ütésével eltérítette. Ez a tévétorony leginkább az Eiffel-toronyra emlékeztet.

## Analóg televíziós közvetítés
| Sugárzóállomás neve                  | Rövidítése | Csatorna | Antenna jelerősség   | Tényleges sugárzási energia | Az antenna elhelyezkedése |
| ------------------------------------ | ---------- | -------- | -------------------- | --------------------------- | ------------------------- |
| THK Tokai televízió                  | JOFX-TV    | 1        | kép 10kW/audió 2,5kW | kép 105 kW/audió 26 kW      | 135. méternél             |
| NHK Nagoya                           | JOCK-TV    | 3        | kép 10kW/audió 2,5kW | kép 58 kW/audió 14,5 kW     | 180. méternél             |
| CBC Chubu Nippon Broadcasting System | JOAR-TV    | 5        | kép 10kW/audió 2,5kW | kép 92 kW/audió 23 kW       | 170. méternél             |
| NHK Nagoya education                 | JOCB-TV    | 9        | kép 10kW/audió 2,5kW | kép 120 kW/audió 30 kW      | 135. méternél             |
| NBN Nagoya televízió                 | JOLX-TV    | 11       | kép 10kW/audió 2,5kW | kép 115 kW/audió 29 kW      | 135. méternél             |

## Összehasonlítás más tornyokkal
- szapporói tévétorony (1957-es átadás, 147,2 méter magas)
- Tokyo Tower (1958-as átadás, 333 méter magas)

## Külső hivatkozások
- https://web.archive.org/web/20100328142546/http://www.nagoya-tv-tower.co.jp/english/english.html
- https://web.archive.org/web/20060112020321/http://www2.odn.ne.jp/yoko-tower/towers/nagoya-tv-e.htm
- http://www.structurae.net/structures/data/index.cfm?ID=s0015665